# Cussangy
 (janvier 2011).
Cussangy est une commune française située dans le département de l'Aube, dans la région Grand Est. Ses habitants sont appelés les Cussangeois et les Cussangeoises.

## Géographie
| La Loge-Pomblin Les Granges | Les Loges-Margueron | Chaource |
| Turgy                       | Cussangy            | Lagesse  |
| Vallières                   | Chesley             |          |

Le village est entouré à l'est et au sud par des plateaux cultivés de céréales et d'Oléagineux.
Il ne reste que quelques exploitations agricoles, dont un élevage laitier et un élevage allaitant.[réf. nécessaire]
Une exploitation champignonnière produit et commercialise des pleurotes et des champignons de Paris.
Au nord, la vaste forêt de Cussangy, d’environ 800 hectares,[réf. nécessaire] s'étend jusqu'à Chaource. C'est une forêt constituée essentiellement de feuillus : chênes, charmes, acacias, bouleaux, merisiers. Les bois sont communaux (270 hectares environ) ou privés.
Autour du village subsistent des prés entourés de haies.

### Hydrographie

#### Réseau hydrographique
La commune est dans la région hydrographique « la Seine de sa source au confluent de l'Oise (exclu) » au sein du bassin Seine-Normandie. Elle est drainée par l'Armance, le Landion, le ru du Parc, le ruisseau de la Bande, le Fossé 01 de la commune de Cussangy, le ru Colon, le ru des Vignes, le ru du Chat et le ru du Pre Curry,.
L'Armance, d'une longueur de 48 km, prend sa source dans la commune de Chaource et se jette  dans l'Armançon à Saint-Florentin, après avoir traversé 19 communes.
Le Landion, d'une longueur de 26 km, prend sa source dans la commune de Quincerot et se jette  dans l'Armance à Davrey, après avoir traversé neuf communes.

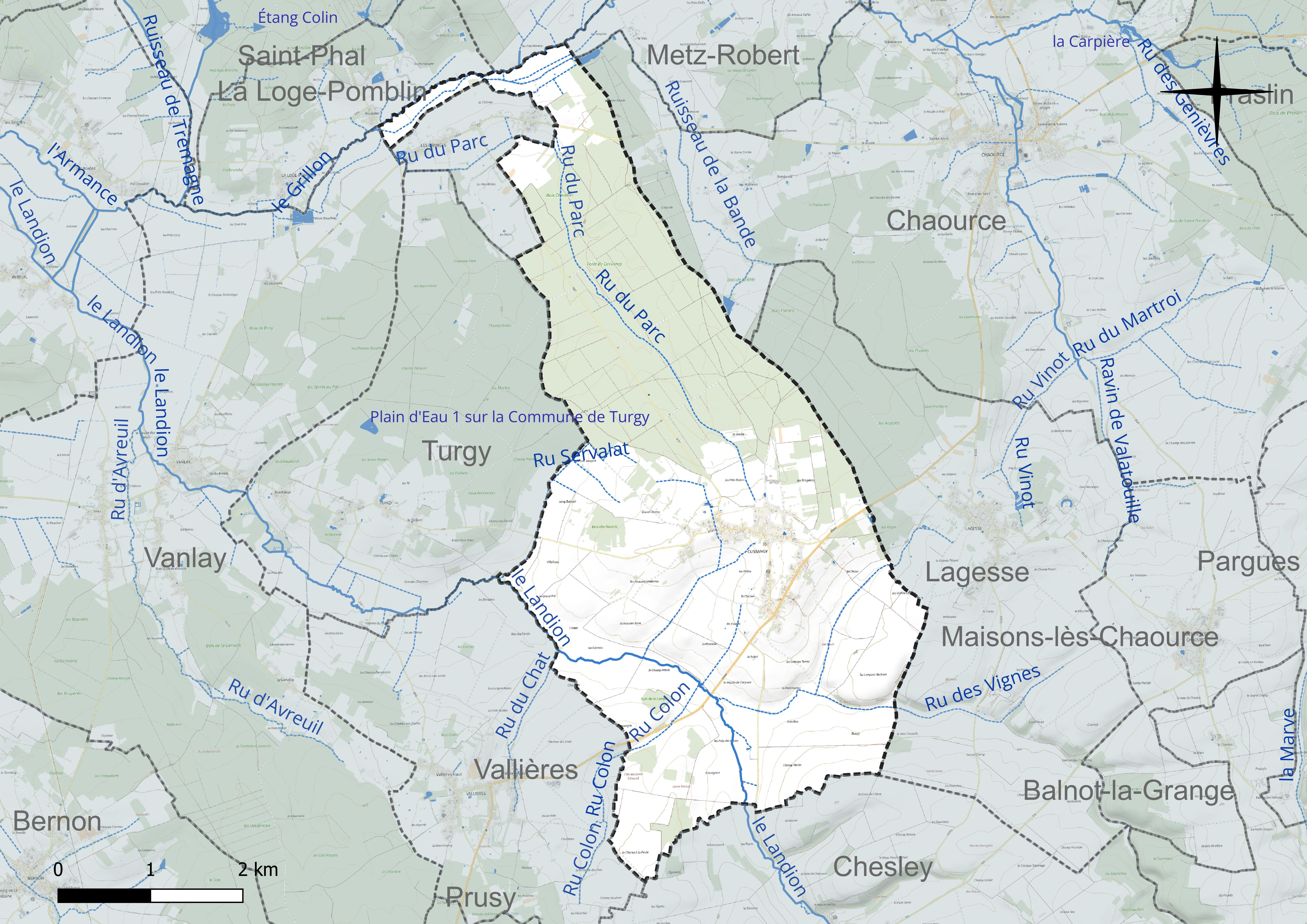
Réseau hydrographique de Cussangy.

#### Gestion et qualité des eaux
Le territoire communal est couvert par le schéma d'aménagement et de gestion des eaux (SAGE) « Armançon ». Ce document de planification concerne le territoire du bassin versant de l'Armançon qui s’étend sur 3 100 km2 et se répartit sur trois départements (l'Aube, l'Yonne et la Côte-d'Or). Il a été approuvé le 6 mai 2013. La structure porteuse de l'élaboration et de la mise en œuvre est le syndicat mixte du bassin versant de l'Armançon (SMBVA).
La qualité des cours d’eau peut être consultée sur un site dédié géré par les agences de l’eau et l’Agence française pour la biodiversité.

### Climat
Pour des articles plus généraux, voir Climat du Grand Est et Climat de l'Aube.
En 2010, le climat de la commune est de type climat océanique dégradé des plaines du Centre et du Nord, selon une étude du Centre national de la recherche scientifique s'appuyant sur une série de données couvrant la période 1971-2000. En 2020, Météo-France publie une typologie des climats de la France métropolitaine dans laquelle la commune est exposée à un climat océanique altéré et est dans la région climatique Lorraine, plateau de Langres, Morvan, caractérisée par un hiver rude (1,5 °C), des vents modérés et des brouillards fréquents en automne et hiver.
Pour la période 1971-2000, la température annuelle moyenne est de 10,6 °C, avec une amplitude thermique annuelle de 15,9 °C. Le cumul annuel moyen de précipitations est de 801 mm, avec 12,2 jours de précipitations en janvier et 8,2 jours en juillet. Pour la période 1991-2020, la température moyenne annuelle observée sur la station météorologique de Météo-France la plus proche, « Chessy-les-Prés_sapc », sur la commune de Chessy-les-Prés à 14 km à vol d'oiseau, est de 11,2 °C et le cumul annuel moyen de précipitations est de 756,5 mm. 
La température maximale relevée sur cette station est de 41,4 °C, atteinte le 25 juillet 2019 ; la température minimale est de −22,2 °C, atteinte le 2 janvier 1997,,.
Les paramètres climatiques de la commune ont été estimés pour le milieu du siècle (2041-2070) selon différents scénarios d'émission de gaz à effet de serre à partir des nouvelles projections climatiques de référence DRIAS-2020. Ils sont consultables sur un site dédié publié par Météo-France en novembre 2022.

## Urbanisme

### Typologie
Au 1er janvier 2024, Cussangy est catégorisée commune rurale à habitat dispersé, selon la nouvelle grille communale de densité à 7 niveaux définie par l'Insee en 2022.
Elle est située hors unité urbaine. Par ailleurs la commune fait partie de l'aire d'attraction de Troyes, dont elle est une commune de la couronne,. Cette aire, qui regroupe 209 communes, est catégorisée dans les aires de 200 000 à moins de 700 000 habitants,.

### Occupation des sols
L'occupation des sols de la commune, telle qu'elle ressort de la base de données européenne d’occupation biophysique des sols Corine Land Cover (CLC), est marquée par l'importance des territoires agricoles (65 % en 2018), en diminution par rapport à 1990 (67,3 %). La répartition détaillée en 2018 est la suivante : 
terres arables (46,1 %), forêts (32,2 %), prairies (14,4 %), zones agricoles hétérogènes (4,5 %), zones urbanisées (2,8 %). L'évolution de l’occupation des sols de la commune et de ses infrastructures peut être observée sur les différentes représentations cartographiques du territoire : la carte de Cassini (XVIIIe siècle), la carte d'état-major (1820-1866) et les cartes ou photos aériennes de l'IGN pour la période actuelle (1950 à aujourd'hui).

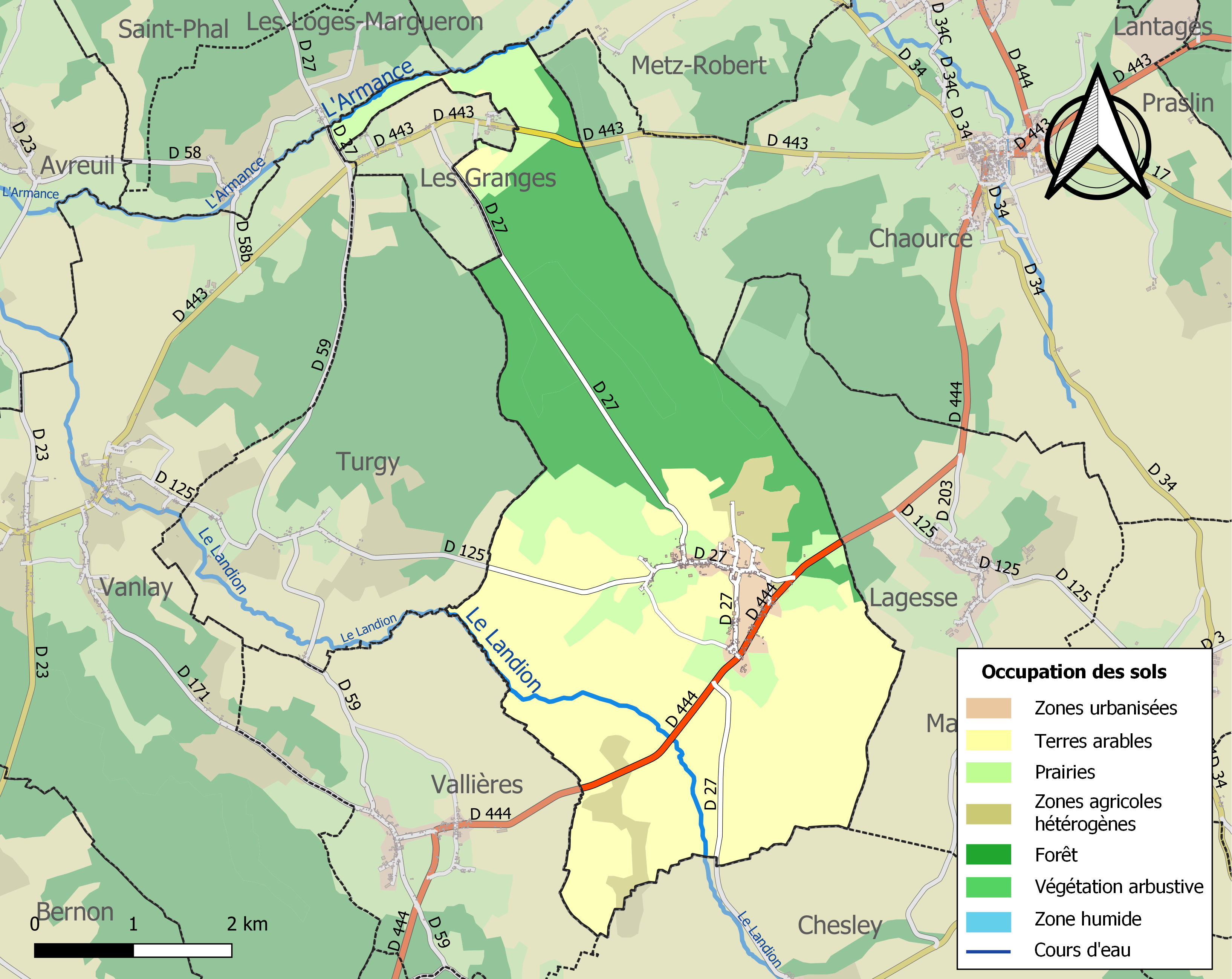
Carte des infrastructures et de l'occupation des sols de la commune en 2018 (CLC).

## Histoire

### Les sources
Il y a une note sur l'histoire de cette commune dans le Dictionnaire historique de la Champagne méridionale de Mgr Roserot de Melin (trois volumes, Langres, 1942 -1948, nouvelle édition : éditions Laffite reprints, Marseille, 1983).
Par ailleurs, les archives de l'Aube ont mis en ligne sur leur site, les recensements de la population de la commune entre 1841 et 1931, les tables décennales et des reproductions du cadastre de 1830.

### Services et notabilités à Cussangy:XIXeet début duXXesiècle

#### Paroisse et prêtres desservants
Jusqu'à la Première Guerre mondiale, les recensements font mention des curés ou desservants de la paroisse de Cussangy. Ils résident rue de l'Épine, en face de l'église, et assurent les services religieux à Cussangy et à Vallières. Après la guerre de 1914-1918, il n'y a plus de prêtre résidant, et la solide maison du presbytère est transformée en bureau de poste.
Entre les recensements de 1841 et 1911, cinq curés se sont succédé à Cussangy :
- Jean-Claude Guyot ;
- Pierre Urbain Simonnot, né à Troyes le 28 mai 1808 ;
- Aristide Stingre, né à Bayel le 17 décembre 1840 ;
- Henri Rémy, né à Chaource le 13 mars 1854 ;
- René Thiney, né à Bernon le 29 février 1876.

Les recensements nous donnent des éléments de leur mode de vie. Ils ont rarement eu de domestiques. Ils vivent avec leur vieille mère veuve. Deux d'entre eux ont un « pensionnaire », jeune de dix ans, natif d'une autre commune. Ces petits notables locaux, les curés, sont originaires du département.
Leur disparition peut s'expliquer par plusieurs facteurs : la déchristianisation souvent notée dans cette partie du Bassin Parisien, et surtout la baisse importante de la population de Cussangy. La population a décru de 690 habitants en 1836 à 411 habitants en 1911. La décroissance de la population est également observée à Vallières, paroisse qui était desservie par le curé de Cussangy (429 habitants en 1831, seulement 280 en 1911). Après la Grande Guerre, l'évêché de Troyes a regroupé ces deux paroisses avec celle de Chesley.

#### Maîtres d'école et maison d'école
Les instituteurs qui se sont succédé à Cussangy y sont restés plus ou moins longtemps.
Certains n'y restent que le temps d'un recensement : Pierre Champfort en 1836, Pierre Prunier en 1851, Hélène Hérard et Achille Payeur en 1876. Ces maîtres sont souvent jeunes : Pierre Champfort a 22 ans, Pierre Prunier 26. Hélène Hérard et Achille Payeur n'ont respectivement que 27 et 33 ans. Pour les plus jeunes, Cussangy n'est probablement qu'un début de carrière.[réf. nécessaire]
D'autres maîtres séjournent plus longtemps dans la commune. Hilaire Guilleminot et Alcide Bazin sont relevés lors de deux recensements successifs : le premier en 1841 et 1846, le second en 1911 et 1921. Au XIXe siècle, le maître qui a passé une longue partie de sa carrière à Cussangy est Grand Just Grados, né à Chesley le 3 juillet 1814. Les recensements le répertorient en 1856, 1866, 1872. Ce long séjour peut s'expliquer par ses attaches familiales ; sa femme Claire Rollin est née le 28 janvier 1814 à Cussangy. Ils s'y sont mariés le 19 novembre 1838. Après sa retraite, Grand Just restera à Cussangy et y résidera rue de Chavigny avec son épouse. De même, Ferdinand Laroche a enseigné à Cussangy le temps de trois recensements : 1886, 1896, 1901.
Le grand nombre d'enfants a souvent nécessité la présence de deux enseignants simultanément. La solution du couple d'instituteurs apparaît avec Alcide et Juliette Bazin, au début du XXe siècle. Gabriel et Alice Rousseau prennent ensuite la relève. Ce besoin d'instituteurs s'explique par des familles plus nombreuses qu'aujourd'hui et par le nombre souvent élevé d'enfants en nourrice ou d'enfants de l'Assistance Publique.

## Politique et administration
| Période                                  | Période     | Identité                            | Étiquette | Qualité                                     |
| ---------------------------------------- | ----------- | ----------------------------------- | --------- | ------------------------------------------- |
| 1965                                     | 1975        | Ernest Fauche                       |           |                                             |
| 1978                                     | 1989        | Gisèle Leboudec                     |           |                                             |
| 1989                                     | 1995        | Michel Rollin                       |           |                                             |
| 1995                                     | avril 2012  | André Hussenet (d) 1942-2022        |           | Inspecteur général de l'éducation nationale |
| avril 2012                               | avril 2018  | Jean-Louis Laffrat (d) né en 1957   | DVD       | agriculteur                                 |
| mai 2018                                 | avril 2021. | Benoît Carré-Patrois (d) né en 1980 |           | entrepreneur en bâtiment                    |
| avril 2021                               | En cours    | Aurore Vidal (d),. née en 1984      |           | éleveuse de chevaux                         |
| Les données manquantes sont à compléter. |             |                                     |           |                                             |

## Démographie
L'évolution du nombre d'habitants est connue à travers les recensements de la population effectués dans la commune depuis 1793. Pour les communes de moins de 10 000 habitants, une enquête de recensement portant sur toute la population est réalisée tous les cinq ans, les populations de référence des années intermédiaires étant quant à elles estimées par interpolation ou extrapolation. Pour la commune, le premier recensement exhaustif entrant dans le cadre du nouveau dispositif a été réalisé en 2005.

En 2022, la commune comptait 201 habitants, en évolution de −14,47 % par rapport à 2016 (Aube : +0,7 %, France hors Mayotte : +2,11 %).
| 1793 | 1800 | 1806 | 1821 | 1831 | 1836 | 1841 | 1846 | 1851 |
| ---- | ---- | ---- | ---- | ---- | ---- | ---- | ---- | ---- |
| 655  | 725  | 747  | 685  | 682  | 690  | 691  | 679  | 665  |

| 1856 | 1861 | 1866 | 1872 | 1876 | 1881 | 1886 | 1891 | 1896 |
| ---- | ---- | ---- | ---- | ---- | ---- | ---- | ---- | ---- |
| 616  | 598  | 552  | 566  | 538  | 522  | 508  | 461  | 439  |

| 1901 | 1906 | 1911 | 1921 | 1926 | 1931 | 1936 | 1946 | 1954 |
| ---- | ---- | ---- | ---- | ---- | ---- | ---- | ---- | ---- |
| 415  | 415  | 401  | 332  | 338  | 336  | 327  | 304  | 301  |

| 1962 | 1968 | 1975 | 1982 | 1990 | 1999 | 2005 | 2006 | 2010 |
| ---- | ---- | ---- | ---- | ---- | ---- | ---- | ---- | ---- |
| 263  | 282  | 258  | 225  | 209  | 199  | 200  | 199  | 210  |

| 2015 | 2020 | 2022 | - | - | - | - | - | - |
| ---- | ---- | ---- | - | - | - | - | - | - |
| 231  | 200  | 201  | - | - | - | - | - | - |

## Lieux et monuments
- Église Saint-Léger, au portail gothique flamboyant, date du XVIe siècle (ISMH : 29 mai 1926). Le clocher a été construit entre 1826 et 1828[26]. L'édifice a été en partie restauré. À l'intérieur des verrières du XVIe siècle, des restes de fresque de la même époque sont visibles. L'orgue du XIXe siècle attend une restauration, une association a été créée dans ce but.
- Deux lavoirs anciens de type « impluvium » romain : le lavoir de Roma et le lavoir du Beugnon rappellent la vie traditionnelle et le travail féminin dans le monde rural.
- Une ferme ancienne avec pigeonnier datant des XVIIe et XVIIIe siècles se trouve dans le village, sur la départementale qui relie Chaource à Tonnerre.
- Dans le village, la mairie et l'école (construites au XIXe siècle) sont côte à côte.

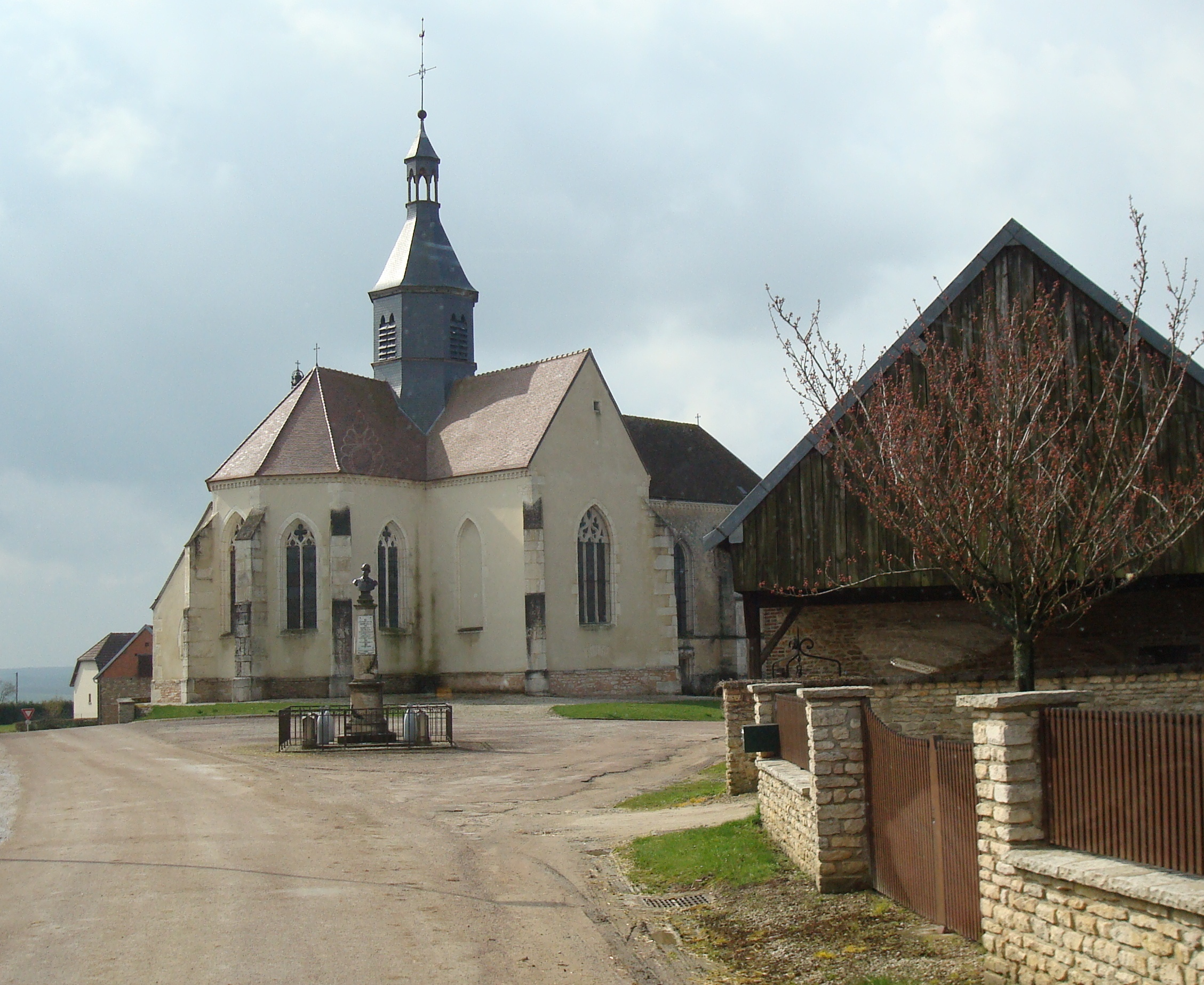
Église et monument aux morts